# Palácio Vila Flor

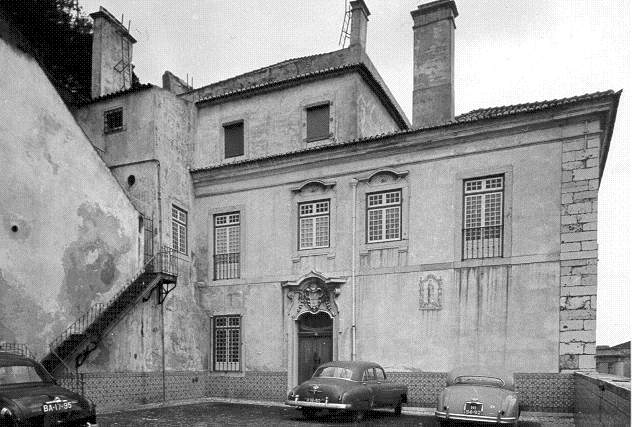
Palácio Vila Flor - Costa do Castelo

Era inicialmente conhecido como Casas da Costa do Castelo e mais tarde Palácio da Costa, sendo que só posteriormente ficou denominado Palácio Vila Flor. Deve este seu nome ao facto de no final da Monarquia, no início do séc. XX, ter sido comprado e aí terem morado os últimos condes de Vila Flor, a quem actualmente pertence.
É um solar de arquitectura erudita dos séculos XVII e XVIII, onde se salientam os vãos em cantaria trabalhada, na Costa do Castelo n.º 30-42, na chamada Mouraria, freguesia de Santa Maria Maior, anteriormente na freguesia do Socorro, em plena Lisboa, está classificado como Imóvel de Interesse Municipal.
O Palácio teve até ao século XX, na sua fachada, as armas Cirne ou Cyrne em pleno. Naturalmente por este ter sido inicialmente desta família conforme se pode constatar pela sua história.
Nela, nesta casa, terá existido igualmente um oratório com uma imagem de Nossa Senhora da Conceição, sob a invocação "das Maravilhas", corrupção de Marvila, que teria sido oferecida pelo próprio São Bernardo de Claraval à Igreja de Nossa Senhora de Marvila e que tinha sido levada para aí pelo seu prior Domingos Ribeiro Cirne Peixoto, sob o pretexto de que a imagem estaria degradada, mandando fazer uma nova para a Igreja.

## Historial

### Origens e até séc. XVIII
No séc. XVII este conjunto arquitectónico estava agregado ao morgadio da Caparica e da Costa do Castelo. Ele tinha sido instituído, por escritura de 8 de Janeiro de 1615, pelo Dr. Domingos Ribeiro Cirne, deputado da Mesa da Consciência e Ordens, tio do seu homónimo em cima, que terá colocado este prédio à sua "cabeça", juntado as "casas" que a sua família tinha nesta encosta de Lisboa com as várias propriedades que ela tinha herdado em Almada. Será o seu irmão, Lourenço Peixoto Cirne, fidalgo da Casa Real, governador de Rio Grande e capitão-mor do "cavo do navios" da Índia, que irá herdar todo esse património. Mais tarde vemos a recebê-lo o seu filho mais velho Cristóvão Peixoto, e, por ter morrido sem geração, depois seu irmão Manuel Peixoto Cirne, a usufruir deste bem imóvel.
No final do século XVIII, viviam aí os desembargadores Sebastião Pereira de Castro e José Ricalde Pereira de Castro, tio e sobrinho respectivamente. Ambos eram da família proprietária do Paço de Lanheses e cujo património este edifício tinha passado a estar agregado, por herança, através do casamento da filha herdeira de João Rebelo de Cirne Peixoto - D. Isabel Josefa de Cirne Peixoto - com o coronel José Pereira de Brito e Castro, senhor de Lanheses, ascendentes dos respectivos juízes.

### Séc. XIX
Nos inícios de 1800, o Palácio passou por compra para o Conselheiro João António Rodrigues Ferreira (do Conselho Ultramarino, um dos que votaram a aclamação de SM o Rei D. Miguel), e por herança para o seu genro, o Conselheiro Diogo Correira de Sequeira Pinto, Par do Reino. Nele casou a sua filha D. Joana Sequeira Pinto com o 1.º conde de Azarujinha, António Augusto Dias de Freitas. D. Joana Sequeira Pinto passou posteriormente a viver no Palácio Pombeiro, actual Embaixada de Itália, que pertencia ao Conde de Azarujinha.
No Palácio nasceu o célebre Professor Tomás de Mello Breyner, Conde de Mafra, e nele se passou a história do chá, contada nas suas Memórias. O seu pai, tinha arrendado o andar nobre aos Sequeira Pinto.

### Séc. XX até à actualidade
Posteriormente, em Abril de 1907, estando o Palácio na posse da viúva de Diogo Sequeira Pinto (também Par do Reino por sucessão e filho do homónimo Conselheiro Diogo Correia de Sequeira Pinto), D. Maria Luciana, foi este comprado pelo 8.º Conde de Vila Flor, D. Tomás de Almeida Manoel de Vilhena, Governador Civil de Braga e do Funchal, membro do Orpheu, Chefe de Governo do Rei D. Manuel II no exílio, Senador, após a venda do Palácio de Arroios, uma das anteriores moradas dos Vila Flor. Nele foi o 8.º Conde muitas vezes visitado pelo Presidente Teófilo de Braga, apesar de opositores políticos, por terem sido colegas em Coimbra.
Na capela foi colocada a imagem de Nossa Senhora do Ameixial, que esteve na célebre Batalha da Restauração de que foi Comandante em Chefe o 1.º Conde de Vila Flor.
Anteriormente os Condes de Vila Flor detiveram em Lisboa no séc. XVI Casas ao Rossio (as chamadas Casas do Executor-Mor Severim de Noronha), e mais tarde o Palácio de Arroios, já referido, comprado pelo 1.º Conde de Vila Flor no séc. XVII ao Desembargador André Valente, o Palácio de São João da Praça (conhecido como Antigo Palácio Vila Flor), onde morou o 7.º Conde e 1.º Duque da Terceira e um Palácio na Palhavã, onde funcionou o Tribunal da Inquisição após o terramoto de 1755. Os Condes de Alpedrinha, que se uniram aos Condes de Vila Flor, tinham sido proprietários em Lisboa da Quinta e Palácio do Marquês de Abrantes em Marvilla (unida ao Senhorio de Pancas e que passou ao Morgado do Esporão no séc. XVII) e do Palácio Pancas Palha.
A 10.ª Condessa de Vila Flor e Alpedrinha e Duquesa da Terceira, Luísa Manoel de Vilhena, escritora, viveu no andar nobre, onde recebeu muitos intelectuais, políticos, empresários e figuras da sociedade de então e da antiga aristocracia, e veio a casar com o Conde de Azarujinha.
O Palácio Vila Flor actualmente pertence aos herdeiros do 8.º Conde de Vila Flor. O actual representante da Casa Vila Flor e Azarujinha é também herdeiro dos Pares do Reino Sequeira Pinto (pelo casamento da referida D. Joana Sequeira Pinto com o 1.º Conde) e por essa via do referido Conselheiro João António Rodrigues Ferreira, que adquiriu o Palácio no início de 1800.

## Morgado da Caparica
Quanto à referida propriedade da Caparica, não se conhece a sua localização exacta. Segundo o Conde dos Arcos esta situava-se na Trafaria ou Murfacém e era conhecida por Quinta da Ladeira, assim como, nos conta que a meados do século XX, ainda pagava foro ou renda aos Condes de Almada e Abranches, senhores do referido Paço de Lanheses, no entanto os livros de décimas do concelho de Almada mais antigos referem uma existência de uma outra propriedade no sítio de Murfacém, próxima da Trafaria.
De facto, nas genealogias antigas refere-se a existência do Morgado da Caparica que Gaspar da Rua fundou no séc. XVI na sua Quinta de Murfacém, o mesmo Gaspar da Rua que c. 1545 alcançou licença para se levantar um altar no oratório da sua Quinta da Caparica.
Na verdade, Gaspar da Rua ou Gaspar da Rua Magriço, por ser filho de Pedro Rua Magriço, não teve descendência, tendo deixado todos os seus bens a um familiar de sua mulher, o tal Domingos Cirne, deputado da Mesa da Consciência e das Ordens, no ano de 1599, depois herdados por seu sobrinho varão, Lourenço Peixoto Cirne, referidos em cima.